# Tadepalle
Tadepalle es una ciudad y  municipio situada en el distrito de Guntur en el estado de Andhra Pradesh (India). Su población es de 64149 habitantes (2011). Se encuentra a orillas del río Krishná, a 31 km de Guntur y a 5 km de Vijayawada, de la que forma parte de su área metropolitana. 

## Demografía
Según el censo de 2011 la población de Tadepalle era de 64149 habitantes, de los cuales 32011 eran hombres y 32138 eran mujeres. Tadepalle tiene una tasa media de alfabetización del 77,13%, superior a la media estatal del 67,02%. 